# Thân vương quốc Vladimir-Suzdal
Thân vương quốc Suzdal, từ năm 1157 là Đại Thân vương quốc Vladimir, còn được biết đến là Vladimir-Suzdal, là một thân vương quốc trung cổ được thành lập sau sự tan rã của Rus' Kiev. Trong sử học, lãnh thổ của đại thân vương quốc này còn được gọi là đông bắc Rus'.
Thân vương quốc hình thành vào thế kỷ 12, với trung tâm ở Suzdal rồi Vladimir. Theo thời gian, Thân vương quốc đã trở thành một Đại Thân vương quốc được chia thành nhiều Thân vương quốc nhỏ hơn. Sau khi bị đế chế Mông Cổ chinh phục, Thân vương quốc đã trở thành một quốc gia tự trị do tầng lớp quý tộc của quốc gia này lãnh đạo. Tuy nhiên, việc lãnh đạo Thân vương quốc đã được một Khan (jarlig) ban hành từ Hãn quốc Kim Trướng cho một gia đình quý tộc thuộc bất kỳ Thân vương quốc nhỏ hơn nào.
Vladimir-Suzdal theo truyền thống được xem như là cái nôi của tiếng Nga và người Nga, và dần dần phát triển thành Thân vương quốc Moskva.
Sau đây là danh sách các Đại Thân vương của Vladimir-Suzdal:
- 1168 - 1174: Andrey Bogolyubsky, Đại hoàng tử đầu tiên của Vladimir, con trai của Yuri Dolgorouki
- 1174 - 1176: Michel Ier, con trai của Yuri Dolgorouki
- 1176 - 1212: Vsevolod III Yuryevich, con trai thứ mười một của Yuri Dolgorouki
- 1212 - 1216: Yuri II, con trai thứ ba của Vsevolod Đại tổ
- 1216 - 1218: Constantine I, con trai cả của Vsevolod Đại tổ
- 1218 - 1238: Yuri II
- 1238 - 1246: Yaroslav II, con trai thứ tư của Vsevolod Đại tổ
- 1246 - 1248: Sviatoslav Vsevolodovich, con trai thứ sáu của Vsevolod Đại tổ
- 1248 - 1249: Mikhail Yaroslavich Khorobrit, được gọi là "Kẻ trộm", con trai cả của Yaroslav II
- 1249 - 1252: Andrey Yaroslavich, con trai thứ ba của Yaroslav II
- 1252 - 1263: Aleksandr Yaroslavich Nevsky, con trai thứ tư của Yaroslav II của Nga
- 1264 - 1271: Yaroslav III, con trai của Yaroslav II
- 1272 - 1277: Vassili I của Kostroma, con trai của Yaroslav II
- 1277 - 1294: Dimitri I của Pereslavl, con trai thứ hai của Alexander Nevsky
- 1294 - 1304: Andrey Alexandrovich, con trai của Alexander Nevsky
- 1304 - 1318: Michael III xứ Tver, con trai thứ hai của Yaroslav III
- 1318 - 1322: Yuri III của Moskva
- 1322 - 1325: Dimitri II của Tver
- 1326 - 1327: Alexander II xứ Tver
- 1328 - 1341: Ivan I của Moskva
- 1341 - 1353: Simeon xứ Moskva
- 1353 - 1359: Ivan II xứ Mokva
- 1359 - 1362: Dimitri III Constantinovich